# La realtà nascosta
La realtà nascosta - Universi paralleli e leggi profonde del cosmo è il quarto libro scientifico del fisico Brian Greene, pubblicato nel 2011.
Il suo contenuto si basa quanto i precedenti sulle implicazioni della teoria delle stringhe. Qui in special modo su studi e ricerche per le quali la natura profonda della nostra realtà è riconducibile a una pluralità di universi, a volte strettamente assiepati e coesistenti in strutture parallele, quasi tutti derivanti dalla funzione delle stringhe, le stesse che secondo l'Autore produrrebbero i campi e le particelle analizzate da fisica teorica e/o sperimentale. Stratificazione sommersa alle fondamenta del mondo apparente che resta per lo più nascosta all'esperienza immediata e spesso anche alla odierna capacità di rilevazione strumentale. "Se all'alba del Novecento v'era qualche dubbio, all'inizio di questo secolo era ormai scontato che per rivelare la vera natura della realtà l'esperienza comune è ingannevole...Alcune analisi acute...e altre scoperte collegate ci stanno conducendo a...la possibilità che il nostro universo non sia l'unico" (dall'incipit della Prefazione).

## Piano e obiettivo dell'opera
In ognuno degli undici capitoli del saggio, l'Autore esplora una rispettiva classe di ambienti cosmici consoni con le moderne accezioni fisiche acclarate, e articolando in specifici paragrafi le derivazioni di esse, le estreme conseguenze a volte ancora ipotetiche. Di ogni argomento mette in luce i rispettivi nessi con la storia del pensiero scientifico, dei suoi principali autori e l'essenza di concezioni, scoperte e inferenze che ne promossero e favoriscono il progresso. Tali argomentazioni sono a volte spinte sino ai confini del dibattito e delle speculazioni più audaci, non escluse notevoli incursioni in ambito filosofico. Evidente che il contenuto di questo saggio è relativo alle conoscenze più avanzate ma comunque risalenti all'anno in cui esso fu pubblicato negli USA e che comunque restano, malgrado alcune più recenti ricerche con qualche inclinazione divergente, fondamentalmente valide e sufficientemente condivise dalla comunità scientifica.
Pregio dell'opera è che non si limita a divulgarne l'oggetto di studio ma ne argomenta e confronta ragionamenti e indizi da cui le teorizzazioni si dipanano.
ELENCO DEI CAPITOLI (in antica numerazione latina sull'indice del testo):
I) I limiti della realtà. Mondi paralleli. II) Un numero infinito di doppelganger. Il) multiverso patchwork. III) Eternità e infinito. Il multiverso inflazionario. IV) Unificare le leggi della natura. In cammino verso la teoria delle stringhe. V) Universi sospesi in dimensioni vicine. Il multiverso a brane e il multiverso ciclico. VI) Un nuovo modo di pensare a una vecchia costante. Il multiverso paesaggio. VII) La scienza e il multiverso. Inferenze, spiegazioni e previsioni. VIII) I molti mondi della misurazione quantistica. Il multiverso quantistico. IX) Buchi neri e ologrammi. Il multiverso olografico. X) Universi, computer e realtà matematica. Il multiverso simulato e il multiverso estremo. XI) I limiti dell'indagine. I multiversi e il futuro.
Greene mette in rassegna le tipologie avvalorate da prove, quelle costruite su indizi osservativi o sperimentali verificati o prossimamente verificabili e altre di livello sostanzialmente speculativo ma comunque supportate da logica e matematica e in un passaggio affronta anche l'eventuale possibilità di esistenze di fattura inintelligibile.
La stesura di ciascun capitolo è completata, soprattutto in chiusura, da copiose notificazioni a carattere sovente tecnico. Essendo tali capitoli compilati con numerosi paragrafi dai relativi sottotitoli dichiaranti i punti peculiari intrecciati ad ogni tema, ciò permette di consultare l'intera pubblicazione come un sintetico compendio scientifico, voce per voce, argomento per argomento specifici, i quali abbracciano con progressiva coerenza i punti fondamentali dell'odierna cultura incorporati nella disciplina astrofisica e cosmologica.

## Nozioni fisico-teoriche basilari
Fra i paragrafi, ampi scorci e notificazioni riserva ad Albert Einstein e alla sua scoperta della teoria relativistica, soffermandosi in merito ai risvolti della Relatività generale (di cui la Rμv -1/2 gμv R = Tμv formulazione di Einstein per le modifiche spaziotemporali ascrivibili alle proprietà gravitazionali) in cui Rμv è il tensore di curvatura di Ricci e il risultante Tμv è il tensore: energia-impulso). In particolare esplicita l'equazione (da|dt /a)2 = 8πGρ / 3 - k /a2 (sviluppata da Fridman dalle "equazioni di campo di Einstein") che descrive il grado di curvatura dello spaziotempo globale in rapporto alla densità di massa ivi contenuta, che determinando la forma dell'universo ne presagisce anche il destino. Il tutto implicitamente fondato sull'intercambiabilità o equivalenza di energia e massa della materia: E = mc2 (nella 2ª nota del capitolo X ne è riportata la forma estesa riferita all'energia cinetica E=mc2 / {\displaystyle \surd } 1= v2 / c2 secondo la Relatività speciale, formulazione che in quel capitolo sta a sostegno del modello cosmologico inflazionistico). Nelle pagine dedicate chiarisce come ogni materia ed ogni energia siano totalmente sommabili in unica massa (m). [ In sintesi: energia di pressione + energia radiativa + energia oscura + energia cinetica + materia barionica + materia oscura = mtot.Universo]. Il settimo paragrafo del II capitolo riporta la densità calcolata (tenendo conto dell'energia oscura che per proprietà richiama quella da Einstein ipotizzata per garantire la staticità dell'universo e poi da lui rinnegata) della massa del nostro universo come l'equivalenza di circa 6 atomi di idrogeno al metro3 esemplificandola col paragone di una goccia d'acqua sparsa in tutto il volume del Pianeta. Proprio la "densità critica" che rende lo spazio globale tridimensionale ma piano, cioè a curvatura nulla e tendenzialmente senza confini (vedi tabella 2°,1 in cui elenca le topologie geometriche possibili). Piattezza che va intesa solo in senso spaziale a scala generale. Nella più completa prospettiva spaziotemporale la presenza localizzata di massa (materia + energia), come già descritto, fa assumere al campo esaminato curvatura (o distorsione) variamente positiva (ne è espressione il rallentamento relativistico del tempo causato dal potenziale gravitazionale). Riguardo alla "densità di massa" è da distinguere quella misurabile in ogni periodo successivo. Come è puntualizzato (III cap. paragrafo 11°) tale densità cambia se vista in modo localizzato per ogni fase di ingrandimento del volume in cui tutto è racchiuso. Essa appare più densa in un volume stretto che in uno largo, ma l'espansione costante distribuendo uniformemente l'energia totale (radiazione, pressione ecc...e materia) fa sì che la sua quantità media globale vada considerata omogenea e invariante (almeno fino a che astronomicamente non si manifesti qualche dinamica aggiuntiva).

## Fondamenti teorici dell'inflazione cosmica
E l'attenzione del lettore viene puntata sulle tematiche dell'energia del vuoto, energia oscura e Λ (costante cosmologica), per spiegare la dilatazione del cosmo e l'allontanamento reciproco dei suoi contenuti galattici, descrivendone sfaccettature, coincidenze e/o disuguaglianze delle suddette. A proposito nel 6º capitolo del libro si racconta la straordinaria intuizione di Steven Weinberg nel 1987, in merito alla forza repulsiva in grado di assolvere alla funzione di Λ, che lo portò a predirne l'esistenza e con un valore compatibile con quello riscontrato anni dopo dalle osservazioni astrofisiche. Il suo ragionamento fu una elaborazione del "Principio antropico", contando sulla presenza di tanti altri universi alternativi per un totale d'almeno "10124 valori diversi... Soltanto in questo caso si ha buona probabilità che ne esista uno con costante cosmologica che corrisponde alla nostra".

### Energia gravitazionale repulsiva
In tale ottica al 3º capitolo ("Eternità e Infinito"), nel paragrafo "Campi quantistici e inflazione" focalizza l'intuizione di Alan Guth sui dettagli convergenti e divergenti di un campo uniforme producente pressione negativa e l'energia repulsiva gravitazionale, candidata alla primordiale espansione super-luminare. Premessa cruciale per capire l'avverarsi di questa dinamica inflazionistica è l'impostazione fisica relativistica che si discosta da quella newtoniana. La forza gravitazionale essendo frutto non solo della quantità di una sostanza ma pure dalla pressione che in essa o da essa si propaga, si dà che alcune volte tale pressione assuma valore negativo malgrado la massa che la esercita sia sempre da considerarsi positiva "...pensate a un elastico teso: le sue molecole non spingono verso l'esterno ma verso l'interno, esercitando quella che i fisici chiamano pressione negativa (o tensione)...". La spiegazione continua approdando nel 6° paragrafo (su citato) alla su detta intuizione esemplificata con l'esempio di una bottiglia di qualche liquido effervescente che stappandolo produce la consueta pressione verso l'esterno col profluvio di bollicine tramite cui fuoriesce l'energia interna al contenitore che esso sigillava (dunque il campo d'energia interno alla bottiglia non era completamente uniforme per questa spinta concentrata sul suo tappo), al contrario ora l'Autore invita a pensare "...un campo il cui valore è uniforme in tutta la bottiglia. In questo caso...facendo scivolare il tappo all'esterno fate sì che il campo abbia a disposizione un po' di volume in più da permeare all'interno della bottiglia. Poiché un campo uniforme ha la stessa intensità in ogni punto, maggiore è il volume riempito dal campo, maggiore è l'energia totale contenuta nella bottiglia." La conseguenza è che a differenza di prima l'espulsione del tappo aggiunge energia alla bottiglia invece di dissiparla. Ed è questa l'energia di pressione negativa che ci interessa poiché se di norma massa positiva e sua pressione altrettanto positiva generano la consueta gravità attrattiva nel caso in cui quest'ultima sia negativa la gravità risulterà repulsiva. Questa circostanza avrebbe garantito l'espansione cosmica inflazionaria qui affrontata. Meccanismo, secondo tanti approcci teorici, di cui nulla osta la ripetizione eterna entro regioni diverse ma della stessa estensione dimensionale che ci ospita.

#### Universo primordiale osservato
Riguardo all'epocale mappatura della radiazione di fondo: l'impronta fossile dell'universo (ancora nella sua calda fase formativa) ricavata dalle sue residue microonde captate dal COBE e più recentemente dal Planck, ne marca i segni distintivi implicanti l'espansione spaziale inflattiva a cui con preferenza lega il filo conduttore delle sue pagine.
Nella figura 3.4 del 3ºcapitolo è stampata la suddetta sferica mappa nel cui campo isotropo risaltano le "increspature" determinate da variazioni di temperatura, o intensità del suo spettro elettromagnetico, dalle minime fluttuazioni macroscopicamente emerse a causa di quella genesi da cui scaturì gran parte dell'attuale ampiezza spaziale (non fu una esplosione nello spazio ma dello spazio). Al 9°paragrafo s'indica in circa 0,001° la differenza media fra la temperatura di quei punti equamente distribuiti nel resto del campo. Attestandone la concordanza col valore teoricamente ponderato in anticipate previsioni. Ed evidenzia come intorno a noi, "...in ogni metro3 di spazio sfrecciano all'incirca 400 milioni di questi fotoni..." che fiocamente mescolati alle altre emissioni più o meno recenti vengono recepite anche dalle comuni antenne televisive.Tal radiazione fotonica è omogenea in quanto manifestazione dello stesso campo elettromagnetico permeante il volume cosmico (par. "La misteriosa uniformità degli antichi fotoni"), la loro diffusione con ridottissima densità e intensità è la risultante dell'estremo allungamento d'onda corrispondente in primis all'inflazione volumetrica della regione cosmica iniziale e poi alla sua espansione che perdura. Evidente che la radiazione di fondo appare, con la sua omogeneità, commisurata all'estensione isotropa cosmica di materia e energia radiante che ad essa è associata e ne è frutto (questo almeno è quanto risultava al tempo della pubblicazione del libro).

## Scorci teorici connessi all'inflazione cosmologica
Guardando le conseguenti differenziazioni della primitiva unità delle forze fisiche seguita alla primigenia spinta espansiva (che diminuendo l'altissima temperatura favorì anche le rottura di simmetria) pone in risalto, nel successivo capitolo ("Unificare le leggi della natura") la pionieristica teoria di Kaluza-Klein sviluppante la geometria pluridimensionale (in strutture simili a nodi microscopicamente presenti pur se finora empiricamente imponderabili) anche utile fonte nell'approccio allo studio delle ipotetiche stringhe. L'argomento è presentato col sostegno di grafici che visualizzano la compattazione delle "dimensioni extra attaccate a ogni punto delle tre grandi dimensioni spaziali note...", peculiare e chiarificante è la sintetica tabella della fig. 4.1 che raccoglie le indicazioni di "Esperimenti e osservazioni con la capacità di collegare la teoria delle stringhe ai dati" e che comprende una finestra indicante la loro connessione con le "onde gravitazionali" che all'epoca di questa pubblicazione ancora erano da rilevare.

### Riferimento a relazione tra inflazione e multiversi
Dunque la teoria del multiverso (insieme di molti universi) cosmologico che prevede l'esistenza di frequenti o infiniti universi separati uno dall'altro nello spazio-tempo ordinario, quanto quelli definiti "universi bolla", o quelli collocati in regioni più o meno distanziati entro perimetri spaziali con una quarta dimensione o anche più. Generalmente in un iperspazio definito come "bulk: l'intero volume pluridimensionale..le stringhe chiuse si muovono nel bulk." (in capitolo nono e didascalia a fig.9.4), dove la topologia d'ognuno è composta dalle 4 coordinate (3 spaziali e una temporale), un esempio predominante è il "multiverso a brane" descritto nel V capitolo. Oppure un universo unico, tendente o meno all'infinito, ma composto da innumeri regioni separate la cui osservabilità reciproca dipende solo dal limite c (costante della velocità della luce nel vuoto), una configurazione di esso è quello qui contraddistinto come "patchwork". Non sono esclusi dalla disamina, oltre ai modelli compatibili con l'astrofisica condivisa dalla comunità scientifica, universi estremi con ipotetiche configurazioni multi-dimensionali che trovano meno riscontri fisici e quelli basati su argomentazioni astratte affini alla pura matematica e alla filosofia.

### Aspetti e motivazioni cosmologiche dell'inflazione
Nell'articolato sviluppo del libro è indicato come questa serie d'insiemi cosmici possa venir alla luce da una medesima origine o, come l'Autore propende, da un campo d'energia preesistente fonte di tali genesi esplosivo-espansive di cui il nostro cosmo è solo uno dei prodotti. Nell'affrontare il tema dell'espansione del primo nucleo così denso (in cui la tradizionale teoria del Big Bang esigeva microscopicamente compressa la quantità di minimo 1055 grammi di massa-energia) dal quale scaturì ogni elemento attuale, s'illustra l'intuizione su cui poggia la denominata teoria dell'inflazione cosmica, sostenuta soprattutto per la necessità di dar conto dell'uniforme temperatura che emerge in tutto lo sfondo astronomico, e fa il paragone con "una stretta di mano" dato in un circoscritto spazio statico fra le parti ivi contenute, quel tanto da distribuire la reciproca energia termica fino a un valore medio, subito seguita da un'accelerazione dello spazio superiore alla costante c, trasferente quindi in modo straordinariamente breve quell'energia, così bilanciata, fino agli opposti paesaggi astronomici, energia che da quel momento si evolse nei siderei costrutti: "Questo processo in due fasi -una breve fase di espansione velocissima, seguita dalla conversione dell'energia in particelle- produce un'enorme distesa di spazio uniforme, pieno di materia prima di strutture ben note come le stelle e le galassie." Tale isotropia termica è associabile alla generale isotropia universale, cioè affine alle distribuzioni degli altri componenti cosmici (recentissime osservazioni forse incrinerebbero questa convinzione ma comunque così appariva alla pubblicazione del libro). A tale quadro inflazionistico, come implica la citazione riportata, è associabile anche un processo di produzione della materia diverso da quello teorizzato in precedenza, questo tema è ripescato dal decimo capitolo del libro ove si afferma che il modello cosmologico dell'inflazione può superare la necessità di un nucleo originario affine alla singolarità (all'incirca come quella ipotizzata in ogni buco nero), entità ai limiti della comprensione scientifica. Infatti una sua versione rende indispensabile solo una concentrazione originaria di energia, quel tanto da innescare l'espansione super-luminare: un granello di 10 grammi di energia (equivalenza in massa) in un diametro di 10-26 cm, questa stessa dilatazione con un processo di auto-alimentazione avrebbe raggiunto il surplus di energia che al suo arresto si sarebbe convertita in materia e fotoni. E la fonte di tutto sarebbe proprio l'energia gravitazionale repulsiva.
Più avanti, in "Eternità e infinito", capitolo topico del suo pensiero, Greene rivela che l'elaborazione dell'inflazione è un motivo portante della cosmologia ma non come una teoria specifica ma quale modello pertinente a più soluzioni e specialmente a quelle comprensive di estensioni di spazio e tempo e configurazioni materiali senza termine, che egli predilige. Riguardo a quest'innovazione paradigmatica riconosce merito alle proposizioni di Aleksandr Vilenkin (Tufts University) e poi ad Andrej Linde che ne ampliò lo studio.
Contestualmente ci informa che la dilatazione esponenziale non va esaurendosi nel tempo, ma pur se con minor spinta cinetica continua ad allargare costantemente lo spazio cosmico con energia diffusa e omogenea, anzi da qualche miliardo di anni ha ripreso ad accelerare " I dati attuali confermano quindi l'ipotesi di un universo perennemente in espansione con forma simile ad un piano infinito di un tavolo o dello schermo finito di un videogioco." (dall'ultimo paragrafo). Nel paragrafo successivo premette come ancor non è accertato se esso abbia confini o meno ma alla chiusura del capitolo comunque constata che: "...l'argomento a favore di un cosmo infinitamente grande non solo raccoglie un forte sostegno ma...diventa una conclusione quasi inevitabile". Questa riconsiderazione della crescita spaziale impone anche una ricalibrazione della stima delle distanze fra i singoli corpi celesti inclusi (vedi nota a questo capitolo e approfondimento nel sesto). La ricerca della effettiva distanza metrica fra le parti, al momento del contatto con l'emissione recepita e di conseguenza anche la ri-ponderazione del diametro dell'orizzonte astronomico, al di là di quel che ora appare. Il libro ci chiarisce come commisurandolo al rimodulato aumento della velocità esso risulti circa 6 volte maggiore di quanto fosse estrapolato dalle immagini telescopiche precedenti.

## Multiverso quantistico
La ragione della dialettica di seguito espressa sta nel cardine che distingue la meccanica quantistica da quella definita classica e che è ben delucidata dalle parole del libro, che riportiamo: "...se si conducono esperimenti identici su particelle identiche preparate nello stesso identico modo, in generale non si ottengono risultati identici...La regolarità pertanto non è evidente nelle singole misurazioni; non possiamo prevedere dove sarà un dato elettrone. La regolarità si trova invece nella distribuzione statistica di molte misurazioni." Da cui deriva la plausibilità di sovrapposizioni (consone all'interferenza assodata fra le particelle in una basilare classe di rilevazioni empiriche) fra realtà coesistenti nel tempo oppure che si auto-cancellano per lasciar posto a una sola di esse.

### Aspetti interpretativi
L'ottavo capitolo è dedicato al multiverso quantistico (teoria definita dei molti mondi, o delle realtà parallele), una revisione paradigmatica, proposta in chiave soprattutto matematica da Hug Everett III, della meccanica quantistica originaria (o "standard") risalente a Niels Bohr (anche denominata della "Scuola di Copenaghen") in cui (per quest'ultima) la funzione d'onda Ψ(insieme di valori associati ai riscontri sperimentali) al momento della misurazione empirica collassa, sparisce riducendosi all'unico risultato fattualmente osservato. Mentre per la più recente interpretazione di Everett la Ψ, riferita alla specifica formulazione di Schrodinger (Hψ = iħ ẟψ/ẟt), non si esaurisce in un unico esito (con un "collasso" qui ritenuto postulato arbitrario) ma si concreta nei vari stati fisici dei suoi risultati statisticamente probabili, con realtà equivalenti e sovrapposte nel medesimo tempo e luogo, definibili anche storie alternative (visitazione realistica del "paradosso del gatto"). In esse ogni osservatore, col sistema di cui è parte, è automaticamente e materialmente suddiviso dalle misurazioni in tutti i probabili stati fisici attesi ("...Everett sostenne che l'equazione di Schrodinger doveva essere applicata a tutto...fatto di molecole, atomi e particelle...").
Prospettiva, questa, diversa da quella di insiemi di universi distanziati da tempo e spazio e formatisi con dinamica all'epoca sufficientemente individuata dalle già note teorie astrofisiche. Comunque dal circoscritto scenario puramente quantistico per estensione logica ne fu formulata la versione in cui la funzione d'onda associata alle fasi iniziali del tempo e dello spazio genera anch'essa universi distinti nello Spazio-tempo.
Greene confronta questa più recente prospettiva quantistica a quella "standard", indicando (in 12° nota al capitolo) un esemplare esperimento, per ora esauriente solo mentalmente, che facendo leva sulla differenza suindicata (collasso sì o no di Ψ) conduce ad esiti empiricamente divergenti ma prevedibili e di conseguenza verificanti o l'una o l'altra interpretazione. Suo scopo è sfatare la critica per cui quella a "many Worlds" (così compiutamente riproposta dall'elaborazione di Bryce De Witt) resti un'inconcludente teorizzazione non implicando, anche in linea di principio, discriminanti sperimentali fra la sua impostazione e i risultati già riscontrati della citata "Scuola di Copenaghen".

#### Esperimento discriminante
In breve (Greene dispone il sistema cartesiano con un elettrone da monitorare sui 3 assi x, y, z. Qui lo riportiamo in forma più generale), per il noto principio d'indeterminazione (potremmo riferirci anche all'altro principio di complementarità) se ben conosciamo una di 2 proprietà, valori, correlati ad un osservabile quantistico (velocità o posizione, un verso di spin o l'altro, ecc...) allora dev'essere obiettivamente indeterminata l'altra sua proprietà ignota, che è acquisibile solo con specifica misurazione (per la "Copenaghen" nessun valore quantistico sta a priori). Chiamiamo un osservabile generico q con carattere u (qu) in un dato punto spaziale sy ossia (qsuy ), avente un carattere ignoto assumibile in sx o sz . Dunque, sottoponendo q misurazione negli altri punti s, se il risultato è qsdx allora qsuy = 0 indicante, secondo la visione standard, che la relativa ramificazione della Ψ in sy è ora divenuta incompatibile con la realtà: l'unico valore dell'ultima misurazione eseguita conferisce empirico senso all'intero svolgimento della funzione. Poiché secondo la cognizione standard la Ψ è essenzialmente un'astrazione logica che calcolata ci informa su quel che è conoscibile o meno del sistema in esame e solo probabilisticamente predicibile. Nell'elaborazione rivale invece la Ψ è al pari d'una disposizione fisica, operante come una procedura deterministica che guida le sorti degli eventi e dunque coesiste e persiste nelle sue varie ramificazioni, prescindendo da esperienza soggettiva o da interazioni fra strumenti e/o oggetti provocanti l'esito sperimentale. Questa indipendenza dei risultati dall'atto osservativo, negata nella prospettiva di Bohr, esclude anche la parziale casualità conforme alla formulazione dell'altra.
Dunque se avesse ragione la revisione a "molti mondi", producendo una reversione cronologica della suddetta compiuta misurazione di q, una sua regressione dell'intera dinamica anche temporale (l'aspetto ora irriproducibile), tornando alla fase di partenza ci aspetteremmo che al 100% si ripristini il primo e già saputo valore qsuy, poiché sarebbe rimasto fisicamente conservato con la Ψ. Perciò in tal punto iniziale la precedente proprietà quantistica si riproporrebbe come un precostituito dato di fatto, contrariamente all'originaria "scuola" di Bohr. È con questo tipo di ragionamento, che nella dodicesima notificazione del capitolo, pur se l'esperimento è valido solo in linea di principio, si chiarisce come la discrepanza fra le due interpretazioni non sia solo astrattamente epistemologica.

## Riferimento ai Buchi neri
Poiché fase preliminare per il cuore della congettura espressa nel nono capitolo ("Buchi neri e ologrammi") fu la presa in considerazione, viste da un'originale e geniale angolazione, delle proprietà dei Buchi neri, Greene ritiene necessario insegnarci qualche adeguata nozione riguardo a questi oggetti. Perciò Greene ne traccia le essenziali linee dalla loro ricerca alla loro definitiva inclusione fra le realtà fisiche effettive. Qui accenneremo alcuni dei dati salienti illustrati in queste sue pagine. Per l'assodata legge termodinamica entropia e temperatura sono strettamente dipendenti ed entrambe in qualche modo devono empiricamente manifestarsi almeno con fenomeni radiativi, ma l'allora corrente concezione vietava ai buchi neri qualsiasi emissione con inusitata violazione del suddetto caposaldo scientifico. Fortunatamente poi si capì che anch'essi devono emettere radiazione per effetto quantistico producentesi ai loro bordi (vedi radiazione di Hawking). Il paragrafo termina sollevando il problema di come l'inaccessibilità interna del Buco nero oblii le informazioni da esso incamerate dall'ambiente circostante che la sua attrazione incessantemente saccheggia, e fa notare come anche l'entropia sia correlata a tali informazioni celate: "...quindi l'entropia è una misura del contenuto di informazione nascosta del sistema".  Il successivo inizia appunto interrogandosi: "Come possiamo applicare questo concetto di entropia e la sua relazione con l'informazione nascosta, ai Buchi neri?" La trattazione arriva a dichiarare che l'area superficiale dell'orizzonte degli eventi di un Buco nero ampliandosi ogni volta che esso aumenta di massa, e aumenta inghiottendo materia e radiazione, esso diviene un riferimento osservativo dell'informazione via via racchiusa da tale voragine spaziotemporale. Quindi si può immaginare un reticolo avvolto intorno a detto orizzonte e di cui ogni maglia ha per lato la minima dimensione possibile, quella dell'unità di Planck (10-33 cm) di cui la minima area quadrata (10-66 ) risulta così un tassello dell'intera superficie reticolata. Dunque la totalità di codesti tasselli conserva tutte le informazioni idealmente ricavabili del Buco nero, il ragionamento prosegue derivando che: "Nel linguaggio dell'informazione nascosta è come se ciascuna cella contenesse segretamente un bit, 1 oppure 0, che fornisce la risposta a una domanda dicotomica relativa a qualche aspetto della struttura microscopica del Buco nero."

## Multiverso olografico
Il nono capitolo è uno dei più originali del suo lavoro editoriale e forse meglio rappresentativi della predisposizione interiore di Greene. Qui si sofferma su una delle ultime, e in buona parte condivise, congetture globali sul cosmo. La realtà cosmica uguale a una composizione di eventi che hanno carattere bidimensionale, comprendenti tutti i processi naturali con rispettive regole e meccanismi, come fattori impressi su un'area affine all'orizzonte degli eventi dei Buchi neri. Dal quale esplicitandone le peculiari caratteristiche il suo ideatore (Juan Martin Maldacena, anch'egli teorico delle stringhe) derivò quanto tali proprietà possano venir generalizzate a tutto quel che esiste. Il nocciolo congetturale è: come l'area di confine intorno alla massa del Buco nero è correlata alle informazioni di quel che avviene nel volume che circoscrive, così le informazioni che regolano il nostro campo spaziotemporale possono considerarsi confinate ai limiti esterni della nostra realtà complessiva, informazione che non esclude moltiplicati altri universi. Sono eventi metricamente euclidei che da quella superficie piana ("una regione sottile e remota") si esprimono qui tridimensionalmente, costituendo la materia di noi stessi ed estensioni da noi ordinariamente esperite.
Dunque la natura intera sarebbe una sorta di onnicomprensiva proiezione olografica ("film olografico"), ergo un "multiverso olografico". E all'inizio del capitolo ("Buchi neri e ologrammi") lo si paragona alla metafora di Platone (mito della caverna) dove l'Uomo rinchiuso in una grotta è spettatore di eventi esterni proiettati dai raggi solari attraverso un'apertura della roccia, e sull'unica parete scrutabile li vede in modo incompleto come ombre, quindi a 2 D (dimensioni), considerandole riproduzioni veritiere. Nel nostro caso ciò si ribalta: apparenze 3 D credute come le sole qualitativamente concrete hanno invece intrinseca fattura geometrica bidimensionale, simili ad astrazioni matematiche esplorabili nella prospettiva delle stringhe (dimensionalmente compatibili).

### Congettura olografica e stringhe
Il commento di Greene su tale innovazione concettuale è positiva in modo eloquente. A tal proposito ricorda con un comico aneddoto il congresso del 1998 (Università della California di Santa Barbara) dove se ne discusse con entusiasmo e a cui partecipò: "...la mattina seguente mi parve giusto far precedere le mie osservazioni da un gesto di apprezzamento personale..." aveva mimato il famoso, all'epoca, balletto "macarena" eseguito in precedenza anche dai suoi colleghi in onore della congettura olografica, e prosegue col giudizio: "...scoperta decisiva di Maldacena...opinione generale è che in seguito la teoria delle stringhe non abbia più prodotto risultati paragonabili per importanza e influenza. ...Il risultato di Maldacena... in tal modo forniva il primo esempio matematico di universi paralleli olografici." (dal 10° paragrafo del capitolo IX). Greene sviluppa il ragionamento di questa congettura in questi ultimi tre paragrafi del capitolo perché lo conduce dritto al tema delle stringhe a lui caro, qui va aggiunto che la congettura partendo dalle proprietà dei Buchi neri poi costruisce uno scenario basato sulla concezione delle brane "gli universi simili a fette di pane", e si esplicita il procedimento della nuova cruciale visione che pose in relazione le 2 prospettive complementari di un multiverso formato da brane tridimensionali adiacenti, quella "intrinseca" descrivente le proprietà delle stringhe (simili a filamenti "che si muovono, vibrano, scondinzolano...") e la prospettiva "estrinseca" che riguarda gli effetti gravitazionali che provocano nell'ambiente, come l'attrazione fra i corpi del sistema solare. Essi vanno considerati come uno stesso fenomeno fisico inquadrato dal punto di vista interno ed esterno. Il primo va ricondotto a stringhe che costituiscono il tessuto di una pila di brane e che sono confinate nelle sue dimensioni e l'altro a stringhe che si muovono nel circostante spaziotempo curvato e delimitato da quella: "Uguagliando le due, Maldacena scoprì un collegamento preciso tra i processi fisici in atto in una regione e quelli in atto sul suo confine; scoprì una realizzazione precisa dell'olografia", cioè dimostrò che uno stesso evento può presentarsi correlato in due effetti in siti separati e lontani, come appunto una immagine che da un posto può venir proiettata e quindi ricostruita in un altro, manifestando caratteristiche conformi anche se apparentemente differenti. Di seguito specifica, anche nella figura 9.4 a fondo pagina, che si stanno indicando 2 tipologie di stringhe: la aperta e la chiusa, l'aperta avendo le estremità connesse alla sola estensione di ogni brana, e/o ad una serie di brane, non potrà distanziarsene mentre l'altra, libera da questo vincolo, ha anche facoltà di attraversare il luogo in cui tali insiemi di brane sono allocate. Si puntualizza che lo sfondo di questo scenario è quello del bulk, ossia "l'intero volume pluridimensionale" che fa da contenitore alle configurazioni di multiversi separati.

## Esempio di universo inflazionario patchwork e universo-bolla
I capitoli secondo e terzo si concentrano sulle potenziali conseguenze di un'espansione spaziale senza freni e né termine. Una principale architettura del modello fondato sull'inflazione è quello con ciclo continuo, da cui emerge l'universo "patchwork", dove: "...le condizioni si ripetono necessariamente nello spazio generando mondi paralleli" (da tabella riepilogativa II,I nell'ultimo capitolo). Abbiamo accennato che latente artefice di questa fabbrica di regioni strutturate in parti separate ma interne allo stesso perimetro fu l'energia dell'inflazione che tutto permea conformemente a un campo potenziale quantistico, del quale la sua minima quantità ipotizzata come unità fisica (alla maniera delle particelle degli altri campi) è definita "inflatone", la cui forza dà il suo specifico contributo all'aumento dell'estensione, per ogni periodo e regione presi in considerazione. A pagina 66 il concetto viene raffigurato in diagramma a 2 assi (Il verticale coi valori "Energia" e l'orizzontale con cifre del "Valore del campo") come una curva ("curva dell'energia potenziale") quando si trova al suo punto verticalmente più alto (inflatone con valore y) riempie lo spazio d'energia potenziale e pressione negativa che imprime un impulso di espansione inflazionaria ("...calcoli...mostrano che l'energia dell'inflatone scenderebbe...in una minuscola frazione di secondo...10-35  secondi... mentre ...lo spazio si espanderebbe di un fattore colossale...1030 ). In "Eternità e infinito" per dare un'idea fenomenologica lo paragone a un piccolo seme che quasi istantaneamente si gonfia quanto l'universo a noi visibile. Dinamica provocante una dissipazione d'energia che si converte "come vapore in goccioline d'acqua" con omogenea distesa di particelle uniformate alla volumetria globale. Per interazioni e sviluppi che qui tralasciamo le configurazioni del campo e la sua latente potenzialità generano ulteriori espansioni indicando che questa inflazione una volta iniziata non termina mai "In molte versioni...la rapida e violenta espansione dello spazio non...accade una volta sola...può aver luogo più e più volte in vari punti remoti del cosmo"  (da cap III, par. "Inflazione eterna").

### Il patchwork
A partire dal nono paragrafo del 2º capitolo se ne approfondisce uno dei più probabili scenari, il già denominato "patchwork": poiché schematizzabile da una coperta cucita con uguali pezze della stessa stoffa. Possibilità presente purché lo spazio sia sufficientemente ampio, con una costante emersione e diffusione media della sua materia la cui costituzione è limitata solo dalle capacità combinatorie dei suoi elementi basilari, che fedelmente ai meccanismi conosciuti sono ripetibili senza sosta. Se detta eventualità si verifica una volta è statisticamente ineluttabile che nelle stesse condizioni si ripeta. Così sono plausibili regioni tanto uguali da esser sovrapponibili e che pur se intervallate da grandezze insuperabili ospitino un doppione del contenuto di ciascun'altra. Compresa la copia dei soggetti auto-consapevoli: alter-ego il cui individuale destino si concreta contemporaneamente in più punti di codesto paesaggio. Così ci s'interroga sul numero di combinazioni dello stato delle particelle, realizzabile secondo le condizioni quantistiche che conosciamo, se possa rientrare in un ambiente cosmico metricamente definito. Dal nostro punto osservativo l'attuale raggio cosmico (valutatane la continua espansione) è stimato in circa 41 miliardi di anni luce (tempo impiegabile dalla radiazione a coprirlo) che, tornando all'analogia della coperta, è l'intera "pezza" in cui siamo collocati. La soluzione a cui s'approda è: "il numero di possibili configurazioni distinte in un orizzonte astronomico è all'incirca 1010122 (1 seguito da 10122  zeri)". Cifra altissima ma comunque delimitata. Il ragionamento che conduce ad essa è trascritto nella 13ª nota al capitolo e si basa primariamente sul principio d'indeterminazione quantistico che impedisce una completa e continua risoluzione osservativa dei fattori associati alle particelle presenti in un dato volume.
In definitiva, e in sintonia con la descrizione discontinua dei processi fisici imposta dalla costante di Planck, si sostiene che allo scopo servirebbe un'interminabile indisponibile energia ed ergo (poiché la misurazione determina la condizione effettiva dell'osservabile) s'otterrà sempre un numero discreto di configurazioni probabili, terminando con la riepilogativa asserzione che "un'energia limitata in un dominio spaziale limitato produce quindi una risoluzione finita delle misure di posizione e velocità" (posizione e velocità sono stati fondamentali di tutti i singoli componenti atomici della materia e di quelli quantizzati della pura radiazione). Dunque in presenza d'una sufficiente pluralità di "pezze" esse si moltiplicheranno in altrettante reiterazioni e se la frequenza di tali separate regioni è infinita, infinite ne saranno le reiterazioni. Dai precedenti s'evince anche la minor distanza fra tali configurazioni e in particolare di qualcuna abitata dal nostro alter-ego, arrivando a concludere: "...in ogni regione dello spazio del diametro di circa 101022 metri dovrebbe esistere una pezza cosmica che riproduce la nostra - una che contiene voi, la Terra, la galassia..." (dal paragrafo "Null'altro che fisica"). Nello stesso paragrafo l'Autore commenta quanto questa identità fra soggetti lontanissimi abbia problematiche ricadute pur in ambito teorico-psicologico: "...esistono moltissimi individui che sono la vostra copia perfetta e provano esattamente le vostre stesse sensazioni. E non c'è modo di stabilire quale sia veramente voi.Tutte le versioni sono fisicamente e quindi mentalmente identiche". (In pratica, come dire che all'interno della stessa estensione cosmica ognuno di noi in ogni momento stia vivendo non in uno solo ma in molteplici mondi, oltretutto allocati a lontananze incalcolabili l'un dall'altro).

#### "Orologio" per comparazione relativa
Il successivo capitolo presenta il possibile scenario tra un confronto osservativo del suesposto tipo di universo (indichiamolo A) visto dall'interno e simultaneamente esaminato da un sistema cosmico esterno B. La premessa di "Universi in un guscio di noce" è all'uopo dedicata alla cruciale fissazione di un criterio di controllo condivisibile fra A e B e quindi invariante relativamente ad ogni sequenza che vuol esser specifico oggetto d'attenzione. La comune cronometria per siti in reciproco moto relativo (v) e massa (m) con diseguaglianze (indichiamole 1 e 2) è inaffidabile per esami in parallelo dei singoli eventi, impedendo che il valore x nella circostanza T visto da A coincida simultaneamente con x nella stessa T vista da B, poiché le diseguaglianze (m1v1) A e (m2v2) B inducono divergenza anche nei rispettivi cronometri, per cui sempre ATx ≠  BTx .Ergo come parametro di riferimento coincidente fra lo stato interno di B (universo bolla) e la sua percezione esterna in A (l'altro sistema o universo) qui si sceglie il fattore originalmente definito "inflatone": Il tot. di energia espansiva che spinge l'inflazione e si manifesta di volta in volta come uno specifico stadio di B il cui valore è la sua densità nella circostanza T commisurata al volume spaziale. "Era l'inflatone a contenere la riserva di energia del nostro universo... è in base alla densità di energia che dobbiamo immaginare di regolare i nostri oroglogi"

#### Relazione tra universo-bolla e il patchwork
Riferendoci alla precedente notazione indichiamo tale densità di energia con TBxi...(i=inflatone). L'inflatone gonfiando la regione B tende congiuntamente a distribuire la propria energia in uno spazio più ampio, dunque B sarà composto dalla sequenza con valori via via decrescenti (TBxi, TBxi-1, TBxi-2...), la variazione è in modo chiaro rivelata dalla graduale diminuzione di temperatura conseguente. Globalmente B può considerarsi come tale sequenza fino a un dato limite, il confine in cui ha smesso di gonfiarsi. Ora ci si sofferma a valutare le dimensioni spaziale e temporale secondo le indicate prospettive A,B. Immaginiamo Ado che da A inquadra l'universo B vedendo Bad che abita al suo interno in un TBxi (parziale volume dell'universo B con valore specifico in densità energia-inflatone). Quindi sia Ado che Bad esaminano lo stesso universo bolla. Gli schemi della figura 3.8a e 3.8b rappresentano lo stesso universo B come visto dall'esterno e dall'interno. I vari TBxi coincidono per ambedue gli osservatori ma ne differisce il processo organizzativo. Se pure ognuno fissa lo stesso TBxi-3 per Ado è una regione circoscritta (interna ad un bulk spaziale) di cui può misurare i confini in espansione e quindi il TBxi-3 secondo il suo punto osservativo è quanto emerso da una successione temporale, di cui il precedente era TBxi-2 e il seguente sarà TBxi-4 e per il suo calcolo questi valori potranno avere un limite finale essendo determinati solo dalla spinta espansiva. Invece Bad ha una prospettiva interna a TBxi-3 e non vede confini fissi davanti a lui, per lui l'inflatone è una energia che opera all'interno del volume B che egli considera tendenzialmente infinito e già composto dai valori TBxi...successivi al proprio TBxi-3. Così riguardo allo stesso osservabile B si ottengono 2 risultati che, pur contemplando i medesimi contenuti quantitativi xi... e la medesima circostanza T qual punto iniziale di misurazione, Ado conclude descrivendo B con una configurazione limitata spazialmente pur se inseribile nella dimensione di un bulk eterno che consente continui processi creativi di universi di tipo B (universi bolla) oppure ogni B eterno se la spinta espansiva si mantiene, mentre Bad conclude che Il suo B sia invece infinito spazialmente, traducendosi in conseguente universo patchwork. Questa divergenza comporterà che identici oggetti e soggetti per Ado si genereranno dopo un lungo adeguato periodo e non saranno mai contemporanei, al contrario di Bad che potrà ritenersi già replicato secondo i già illustrati criteri astronomici del sistema patchwork. Riassumendo, tutto il ragionamento sembra paradossale dando l'esito d'un universo infinito in uno spazio finito ma affidandoci alla Relatività speciale comprendiamo che la sua chiave è la equivalenza delle percezioni di Ado e Bad: la dimensione temporale per l'uno si converte in dimensione metrica per l'altro. Dunque Greene qui insegna come ogni inflazione espansiva illimitata implichi anche universi infiniti: "È un riflesso del fatto che il tempo esterno infinito...a un osservatore interno...appare come uno spazio infinito in ogni momento del tempo...È un'idea potente. Se il multiverso inflazionario è reale, gli abitanti di una bolla, come noi, fanno parte non solo del multiverso inflazionario, ma anche dell'universo patchwork...universi paralleli inflazionari generano universi paralleli patchwork." E conclude il presente capitolo con la straordinaria concezione visionaria ma concreta: "Dalle ricerche d'avanguardia emerge un cosmo in cui esistono non solo universi paralleli, ma anche paralleli. Se è vero, la realtà non soltanto è vasta, ma immensamente vasta".

## Universi simulati
Nel penultimo capitolo l'Autore confronta diversi argomentazioni pro e contro la plausibilità dell'ipotesi diffusa nella comunità accademica più di quanto ci si aspetti, che la sfera, il mondo a noi circostante di cui siamo direttamente testimoni e attori sia una simulazione prodotta da qualche macchina, computer sufficientemente progredito in cui ognuno di noi altro non è che il personaggio di un oscuro gioco e/o di complicati esperimenti, virtuali, attivati digitalmente da altri operatori intelligenti. "L'idea che sia possibile simulare un universo su un computer ha una lunga storia che iniziò negli anni Sessanta con le osservazioni del pioniere dei computer Konrad Zuse e del guru digitale Edward Fredkin..." (dal decimo capitolo, paragrafo: "Viviamo in una simulazione?"). L'idea procede da 2 proposizioni: 1) che la nostra realtà possa costruirsi anche solo mediante una procedura matematica 2) che essa sia capace di produrre la quantità senziente che definiamo essere, o intelligenza consapevole. [Questa problematica è resa attuale dai progetti applicativi quantistici per la A.I. Cresce la convinzione di poter super-implementare hardware e software con unità q-bit pienamente funzionali (unità sfruttanti la facoltà quantistica di star simultaneamente in ogni stato consentito dal sistema) realizzando una computazione parallela impossibile agli odierni bit sequenziali].
Egli incunea nell'idea una punta di scetticismo definendola "fantasiosa", però non riesce a smontarla nel corso della discussione. Un argomento a sfavore è che l'avveniristico progetto con la pretesa di mantener condizioni coerenti per periodi indefiniti, coi ricorsivi calcoli associati a stabili percezioni e comprensioni del virtuale ambiente, da garantire ai suoi personaggi, implica un accurato continuum operativo (esattissimi algoritmi impeccabilmente svolti dai meccanismi del processore) che tendono ad un'illimitata complessità. Difficile che, così protraentisi, la programmazione non s'inceppi, se non per limiti tecnici almeno per minime ineluttabili approssimazioni di calcolo, di cui l'accumulo infine non introduca contraddizioni nel sistema (discrepanza fra attese e responsi empirici basati sulla logica di premesse in precedenza imposte),anomalie scopribili dai nostri scienziati pur se virtuali. Ma qui Greene ammette "una scappatoia", il progredito informatico risolverebbe l'inghippo resettando l'apparato con rimodulazione di memorie e convinzioni impresse nei cervelli simulati, allineandoli alla rettificata situazione prima degenerata, così le anomalie intraviste sfumerebbero dimenticate o sottovalutate dalle nostre ricondizionate facoltà. E l'interrogativo posto a capo di questo paragrafo permane.

## Multiverso estremo
Approfondendo nel lungo penultimo capitolo la discussione su scenari e modelli di realtà estreme, l'Autore non manca il determinante accenno autobiografico del suo incontro, in ruolo di giovane allievo, col filosofo Robert Nozick. Del quale sottolinea il, qui denominato, "principio di fecondità" indicante la plausibilità d'una pletora di mondi costituiti da sostanze e meccanismi anche incorporei e inimmaginabili per il pensiero umano. Questa visione filosofica, priva di limiti ed estremizzata, accoglie perfino un universo "fatto di nulla"  poiché anche il nulla: "...è una possibilità perfettamente logica e quindi deve essere inclusa. La risposta di Nozick a Leibniz è che nel multiverso estremo non c'è uno squilibrio tra qualcosa e il nulla...solo perché noi umani siamo fatti di qualcosa un universo fatto di nulla ci sfugge". Greene ridefinisce questo multiverso "onnicomprensivo": "...dove tutte le possibili equazioni matematiche si realizzano fisicamente." (da paragrafo "la biblioteca di Babele" X capitolo, titolo mutuato da quello del racconto di Jorge Luis Borges narrante una fantastica eterna biblioteca dove è archiviato ogni possibile libro).  E qui si constata come tale incommensurabile molteplicità si accosti alla proposizione del "Principio antropico", in cui risiede anche una sua giustificazione filosofica risparmiando alla nostra esistenza il carattere dell'eccezionalità essendo solo una combinazione delle illimitatamente possibili.
Dai brani di queste pagine di Greene trapela oltre al fascino che la caleidoscopica impostazione esercitò su di lui anche il merito d'avergli stimolato l'intelletto ispirandolo verso l'anticonformistico schema del filosofo per cui mai niente deve darsi per scontato: "Si tratta di un tentativo di formulare spiegazioni... senza esser costretti ad accettare qualcosa come una verità", nel quale poi si mosse da scienziato.
Nel seguito della trattazione l'Autore, derivandola dai precedenti ragionamenti, si sofferma e s'interroga sulla plausibilità che in fondo tutta la realtà esistente non abbia altra vera sostanza che l'astrazione matematica, che la nostra tangibile natura sia solo l'apparente costruzione di qualche sua probabile combinazione: "...la matematica non è soltanto una descrizione della realtà. Forse è la realtà".

## Conclusione
Il libro termina con un undicesimo capitolo dove riepiloga i temi ma in questa rassegna l'Autore si discosta dall'impostazione didattica e discute come in un saggio d'opinione, il cui titolo "I limiti dell'indagine" ne riassume lo scopo, s'interroga sulla fattibilità di adire empiricamente alla rivelazione di tutte le varianti fenomenologiche implicate, a causa della peculiare avanzata strumentazione richiesta in parte indisponibile anche nel prossimo futuro. Indaga sul senso per noi di conseguire tale conoscenza profonda e sull'utile funzione che può esercitarvi la concezione di una globale molteplicità (vedi paragrafo "Quali effetti ha il multiverso sulla natura della spiegazione scientifica?") strutturata a più strati e in multiple composizioni per lo più sfuggenti all'osservazione diretta, inquadrando importanza e delimitazioni del ragionamento logico e matematico nella sua esplorazione. Ma in codesti ultimi passi del libro ("Dovremmo credere alla matematica?") ribadisce la fiducia nelle verità che dal metodo matematico trapelano, dichiarando ciò dimostrato dal progresso scientifico e appunto riporta l'esortazione che Einstein riferì all'opera di James C. Maxwell: "prendete le equazioni sul serio".

## Edizioni
- Brian Greene, La realtà nascosta, traduzione di Simonetta Frediani, Saggi, Einaudi, 2012,  p. 436.